# Phlebotomus balcanicus
Phlebotomus balcanicus är en tvåvingeart som beskrevs av Oskar Theodor 1958. Phlebotomus balcanicus ingår i släktet Phlebotomus och familjen fjärilsmyggor. Inga underarter finns listade i Catalogue of Life.